# Dieu est né
 (novembre 2021).

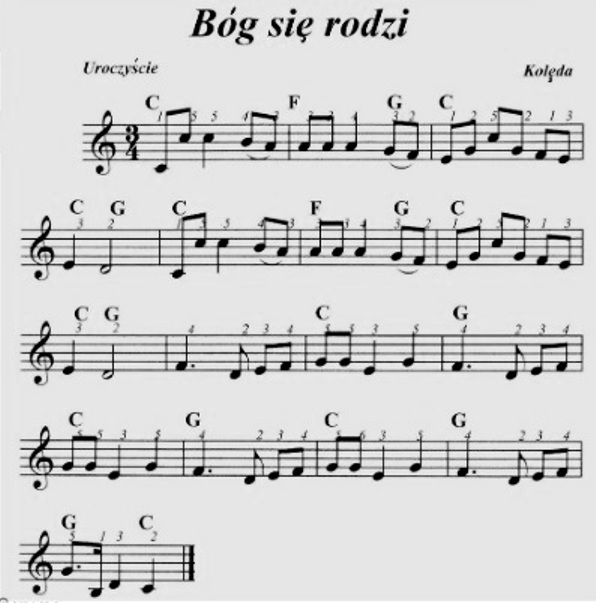
Dieu est né

Bóg się rodzi (en français : « Dieu est en train de naître », prononcé en polonais : [buk ɕɛ̃ rɔdʑi]) est un chant de Noël polonais (en polonais : kolęda), avec des paroles écrites par Franciszek Karpiński en 1792. Sa mélodie (le compositeur n'a pas été établi) est traditionnellement connue pour être une polonaise de couronnement des rois polonais remontant au règne de Stefan Batory au XVIe siècle. Le chant est considéré par certains comme  l'hymne national de Noël de la Pologne, et, pendant une courte période, il a également été considéré comme un hymne national, par exemple par le poète Jan Lechoń,. Il a également été appelé « l'un des chants de Noël polonais les plus appréciés ».
Il est utilisé dans le générique du film de Jean-Marie Poiré, Le père Noël est une ordure.